# Mecynorhina
Mecynorhina je rod velkých afrických zlatohlávků z tribu Goliathini. Tělo je matné, zelené, oranžové nebo cihlově červené, bělavě tomentované. Samci mají na hlavě dlouhý špičatý nerozdvojený výrůstek a dorůstají délky až 85 mm. Přední holeně jsou nápadně zubaté.
Rod zahrnuje tři druhy rozšířené v tropické subsaharské Africe. Druh Mecynorhina oberthuri byl až do devadesátých let dvacátého století považován za vyhynulý.